# رينالدو غونسالفيس فيليكس
رينالدو غونسالفيس فيليكس (بالبرتغالية: Reinaldo Gonçalves Félix) (13 أبريل 1986 في أرابيراكا في البرازيل – )؛ هو لاعب كرة قدم كان يلعب كمهاجم.

## وصلات خارجية
- رينالدو غونسالفيس فيليكس على موقع رابطة كرة القدم اليابانية للمحترفين (اليابانية)
- رينالدو غونسالفيس فيليكس على موقع قاعدة بيانات كرة القدم.إي يو (الإنجليزية)
- رينالدو غونسالفيس فيليكس على موقع Soccerway.com (الإنجليزية)
- رينالدو غونسالفيس فيليكس على موقع عالم كرة القدم.نت (الإنجليزية)